# 304 км (колійний пост)
304-й кіломе́тр — залізничний колійний пост Конотопської дирекції Південно-Західної залізниці на лінії Ворожба — Волфине.
Розташований на північно-східній околиці міста Білопілля, неподалік від сіл Гиріне та Сохани, Білопільського району Сумської області між станціями Ворожба (8 км) та Волфине (11 км).
Станом на початок 2018 року пасажирське сполучення не здійснювалося.
У 2024 році закритий разом з усією дільницею Ворожба — Волфине.